# Knossington
Knossington – wieś w Anglii, w Leicestershire. Leży 12 km od miasta Melton Mowbray, 21,8 km od miasta Leicester i 137,4 km od Londynu. W 1961 roku civil parish liczyła 339 mieszkańców. Knossington jest wspomniana w Domesday Book (1086) jako Closin/Nossitone.